# Cardona
Pour les articles homonymes, voir Cardona (homonymie).
Cardona est une commune de la province de Barcelone, en Catalogne, en Espagne, de la comarque de Bages

## Histoire
Le château fut construit vers 886 par Guifred le Velu. Il est de style roman et gothique. On y remarquera notamment la salle dite Dorée et la salle des Entresols. Mais son bijou architectural est la tour de la Minyona (de la Servante), du XIe siècle, de 15 mètres de hauteur et plus de 10 mètres de diamètre, et l'église romane Saint-Vincent de Cardona.
Durant le XVe siècle, les ducs de Cardona représentaient la famille la plus importante de la Couronne d'Aragon, juste derrière la Maison Royale. Les membres de cette maison ducale étaient qualifiés de "rois sans couronne", puisqu'ils disposaient de domaines territoriaux très étendus aussi bien en Catalogne, qu'en Aragon et à Valence, et des liens dynastiques forts avec les maisons royales de Castille, du Portugal, de Sicile et de Naples. En 1714, après un siège qui a détruit en bonne partie les murailles du château, Cardona a été l'une des dernières villes à tomber lors de la guerre de Succession d'Espagne, le 14 septembre 1714.

## Démographie
Cardona composée de deux noyaux ou entités singulières de population.
| Entidad de población | Habitantes (2014) |
| -------------------- | ----------------- |
| Cardona              | 4363              |
| La Coromina          | 478               |

## Lieux et monuments
- Le château de Cardona : Forteresse médiévale devenue Parador National. Sont incluses la collégiale Saint-Vincent de Cardona avec sa crypte et la tour de la Minyona (servante/domestique).

- L'église San Miguel : de style gothique, fut construite entre le XIIIe et le début du XIVe siècle. Sa consécration intervient en l'an 1397. L'église est constituée d'une nef centrale flanquée de deux collatéraux, avec quelques ajouts aux siècles suivants. L'élément marquant est la crypte, où les reliques des Saints Martyrs sont gardées : deux retables gothiques, l'un dédié aux onze mille vierges et l'autre à sainte Anne. Un autre centre d'intérêt est l'image de la Vierge du parrainage, d'une belle statue gothique dans un albâtre polychrome du XIVe siècle, attribuée aux maîtres de l'atelier de Rieux. Dans l'église nous pouvons contempler aussi une pile baptismale du XVe siècle.

- Collégiale Saint-Vincent de Cardona : Une œuvre unitaire du XIe siècle, consacrée entre les années 1029 et 1040, il s'agit d'une des plus belles réussites du Premier art roman, elle présente un plan basilical de trois vaisseaux achevés par un transept, auxquels s'adossent trois absides semi-circulaires. Le vaisseau central est présidé par un ample sanctuaire et apparaît couverte d'une voûte en berceau. Sous le sanctuaire existe une crypte qui occupe tout l'espace presbytéral et l'abside centrale. On y trouve également diverses tombes qui forment un remarquable panthéon, comme celle du duc Ferdinand I et le comte Joan Ramon Folc I.
- La Montanya de sal : la montagne de sel
- Plaça del Mercat : la place du marché
- Torre del Botxí
- La torre de la Minyona : La tour de la domestique.
- La capella de Santa Eulalia : chapelle Sainte-Eulalie
- Le Pont vell.
- Les Murailles.
- Verge del Patrocini : La Vierge du Parrainage, XVe siècle.
- Chevet de San Miquel de Cardona.

## Jumelage
- Azrou (Maroc)
- Cardona (Uruguay)
- Mazères (France)